# 查查圭
查查圭是哥倫比亞的城鎮，位於該國西南部，由納里尼奧省負責管轄，距離首府帕斯托29公里，始建於1586年，面積148平方公里，海拔高度2,568米，2005年人口11,910。